# Великий Говилов
Великий Говилов (укр. Великий Говилів) — село в Хоростковской городской общине Чортковского района Тернопольской области Украины.
До 2020 года входило в Теребовлянский район.
Население по переписи 2001 года составляло 1173 человека. Занимает площадь 2,845 км². Почтовый индекс — 48162.